# Europawahl in Irland 2004
Die Europawahl in Irland 2004 fand am 11. Juni als Teil der EU-weiten Europawahl 2004 statt. Sie war die sechste Wahl zum Europäischen Parlament.

## Ausgangslage

### Scheidendes Parlament
| Fraktion                       | Fraktion                                         | Mandate | Partei      | Partei       | Mandate |
| ------------------------------ | ------------------------------------------------ | ------- | ----------- | ------------ | ------- |
|                                | Union für das Europa der Nationen                | 6 / 15  |             | Fianna Fáil  | 6 / 15  |
|                                | Fraktion der Europäischen Volkspartei            | 5 / 15  |             | Fine Gael    | 4 / 15  |
|                                | Fraktion der Europäischen Volkspartei            | 5 / 15  | Unabhängige | 1 / 15       |         |
|                                | Die Grünen/Europäische Freie Allianz             | 2 / 15  |             | Green Party  | 2 / 15  |
|                                | Fraktion der Sozialdemokratischen Partei Europas | 1 / 15  |             | Labour Party | 1 / 15  |
|                                | Liberale und Demokratische Fraktion              | 1 / 15  |             | Unabhängige  | 1 / 15  |
|                                |                                                  |         |             |              |         |
| Quelle: Europäisches Parlament |                                                  |         |             |              |         |

## Ergebnis
| Listen                                                      | Listen          | Stimmen   | %    | +/-  | Mandate | +/- |
| ----------------------------------------------------------- | --------------- | --------- | ---- | ---- | ------- | --- |
|                                                             | Fianna Fáil     | 524.504   | 29,5 | –9,1 | 4       | –2  |
|                                                             | Fine Gael       | 494.412   | 27,8 | +3,2 | 5       | +1  |
|                                                             | Sinn Féin       | 197.715   | 11,1 | +4,8 | 1       | +1  |
|                                                             | Labour Party    | 188.132   | 10,6 | +1,8 | 1       | ±0  |
|                                                             | Green Party     | 76.917    | 4,3  | –2,4 | –       | –2  |
|                                                             | Socialist Party | 23.218    | 1,3  | +0,5 | –       | ±0  |
|                                                             | Unabhängige     | 275.870   | 15,5 | +1,2 | 2       | ±0  |
| Gesamt                                                      | Gesamt          | 1.780.768 | 100  |      | 13      | –2  |
|                                                             |                 |           |      |      |         |     |
| Quellen: Elections Ireland: Dublin, East, North West, South |                 |           |      |      |         |     |

## Fraktionen im Europäischen Parlament
| Liste/Partei                   | Liste/Partei | Liste/Partei  | Liste/Partei  | Mandate | Fraktion |
| ------------------------------ | ------------ | ------------- | ------------- | ------- | -------- |
|                                | Fianna Fáil  | Fianna Fáil   | Fianna Fáil   | 4 / 13  | UEN      |
|                                | Fine Gael    | Fine Gael     | Fine Gael     | 5 / 13  | EVP-ED   |
|                                | Sinn Féin    | Sinn Féin     | Sinn Féin     | 1 / 13  | GUE/NGL  |
|                                | Labour Party | Labour Party  | Labour Party  | 1 / 13  | SPE      |
|                                | Unabhängige  |               | Marian Harkin | 1 / 13  | ALDE     |
|                                | Unabhängige  | Kathy Sinnott | 1 / 13        | IND/DEM |          |
|                                |              |               |               |         |          |
| Quelle: Europäisches Parlament |              |               |               |         |          |